# Nicolae Tătaru
Nicolae Tătaru (* 16. Dezember 1931 in Sibiu; † 1. August 2001) war ein rumänischer Fußballspieler und -trainer. Er bestritt 206 Spiele in der höchsten rumänischen Fußballliga, der Divizia A.

## Karriere als Spieler

### Verein
Tătaru begann seine Karriere im Jahr 1952 bei CA Craiova in der zweithöchsten rumänischen Spielklasse, der Divizia B. Zu Beginn der darauffolgenden Saison wechselte er in die Divizia A zum rumänischen Spitzenklub CCA Bukarest (später Steaua Bukarest). In den elf Jahren, die Tătaru für CCA spielte, konnte er viermal die rumänische Meisterschaft und zweimal den rumänischen Pokal gewinnen. Zweimal gehörte er zu den besten Torjägern der Divizia A.
In der Winterpause 1963/64 verließ Tătaru den Verein und wechselte in die Divizia C zu Metalul Turnu Severin. Dort beendete er am Saisonende seine Karriere.

### Nationalmannschaft
Tătaru bestritt 24 Spiele für die rumänische Fußballnationalmannschaft und erzielte dabei drei Tore. Seinen ersten Einsatz hatte er am 9. Mai 1954 gegen die DDR, seinen letzten Auftritt am 23. Dezember 1962 gegen Marokko.

## Karriere als Trainer
Nach dem Ende seiner aktiven Laufbahn arbeitete Tătaru als Trainer. Zunächst betreute er von 1965 bis 1969 die Jugend seines früheren Vereins Steaua Bukarest, ehe er im Jahr 1970 die erste Mannschaft von CS Târgoviște in der Divizia B übernahm. Nach sechs wechselhaften Jahren zwischen Kampf gegen den Abstieg und letztlich erfolglosem Kampf um den Aufstieg verließ er Târgoviște im Jahr 1976 und übernahm den FC Brăila. Dieser trennte sich bereits ein Jahr später von ihm, nachdem der Aufstieg in die Divizia A erneut nicht geglückt war. Tătaru wechselte zu Flacăra Moreni in die Divizia C, wo ihm im Jahr 1979 der Aufstieg gelang. Nach dem Klassenerhalt ein Jahr später verließ er Moreni und übernahm Petrolul Târgoviște, ehe er sich im Jahr 1982 zurückzog.

## Erfolge

### Als Spieler
- Rumänischer Meister: 1953, 1956, 1960, 1961
- Rumänischer Pokalsieger: 1955, 1962

### Als Trainer
- Aufstieg in die Divizia B: 1979